# Ермолино (Окуловский район)
Ермолино — деревня в Окуловском муниципальном районе Новгородской области, относится к Боровёнковскому сельскому поселению.
Деревня расположена на Валдайской возвышенности, в 33 км к северо-западу от Окуловки (46 км по автомобильной дороге), до административного центра сельского поселения — посёлка Боровёнка 18 км (23 км по автомобильной дороге).
| 2010 |
| ---- |
| 4    |

## История
Ермолино входило в Заручевский сельсовет, затем до 2005 года деревня входила в число населённых пунктов подчинённых администрации Боровёнковского сельсовета, после вошла в число населённых пунктов Боровёнковского сельского поселения.

## Транспорт
Ближайшие железнодорожные станции расположены на главном ходу Октябрьской железной дороги — в Боровёнке и Торбино.